# Zdeněk Škrland
Zdeněk Škrland (n. 6 februarie 1914, Praga, Austro-Ungaria – d. 6 martie 1996, Praga, Cehia) a fost un canoist ce a reprezentat Cehoslovacia, medaliat olimpic. A participat la o ediție a Jocurilor Olimpice (1936) în care a câștigat o medalie de aur.

## Participări
Lista de mai jos prezintă principalele competiții la care a participat Zdeněk Škrland de-a lungul carierei.
- Olympische Sommerspiele 1936/Kanu – Zweier-Canadier 10.000 m (Männer)[*]